# Reggaemova
Reggaemova – album zespołu Maleo Reggae Rockers wydany w 2006 roku.

## Lista utworów
Opracowano na podstawie źródła.
1. "Number One" – 5:02
2. "Reggaemova" – 4:59
3. "Trzecia od Słońca" – 5:08
4. "Ostrożnie!" – 3:11
5. "Hasanoga" – 4:11
6. "Kochać aby żyć" – 4:27
7. "Zion" – 3:42
8. "Żyję w tym mieście" – 3:53
9. "Rise Up" – 4:38
10. "Szukajcie a znajdziecie" – 3:38
11. "Pharoans" – 4:34
12. "Chant 2006" – 4:06
13. "Serce człowieka" – 4:13